# Jim Corr
Jim Corr, właśc. James Stephen Ignatius Corr (ur. 31 lipca 1964 w Dundalk) – irlandzki klawiszowiec i gitarzysta w rodzinnym zespole The Corrs, który tworzy ze swoimi trzema młodszymi siostrami: Sharon (ur. 1970), Caroline (ur. 1973) i Andreą (ur. 1974).